# Szobaciklámen
A szobaciklámen (Cyclamen persicum) a hangavirágúak (Ericales) rendjébe, ezen belül a kankalinfélék (Primulaceae) családjába tartozó faj.

## Előfordulása
A szobaciklámen eredeti előfordulási területe Törökország déli felének középső részétől délfelé, egészen Izraelig és Jordániáig volt. Algériában és Tunéziában is nő. A görögországi Rodos, Kárpáthosz és Kréta szigetekre valószínűleg a szerzetesek telepítették be. Ennek a növényfajnak, manapság számos termesztett változatát alakították ki. A világ számos részén közkedvelt szobanövény.

## Megjelenése
Évelő, lágy szárú növényfaj, mely gumóból nő ki. A vadnövény levele szív alakú és 14 centiméter hosszú; zöld színű világosabb mintázattal a felszínén.
A var. persicum téltől tavaszig, míg a var. autumnale ősszel virágzik. 5 kis csészelevele (sepala) és 5 felálló sziromlevele (petala) van. A virágszíne a fehértől a világos rózsaszínűig változik, a tövénél sötétlila sávval. Megporzás után, a kocsány (pedunculus) lehajlik, helyet adva a toktermésnek. A szobaciklámen nyáron nyugalmi állapotba kerül.

## Életmódja
A vadon növő növény a dombos és sziklás élőhelyeket kedveli. A bozótosok és erdők egyik virága. Akár 1200 méteres tengerszint feletti magasságba is felhatol.

## Felhasználása
A növény gumója enyhe mérget tartalmaz, mellyel korábban a beduinok mérgezőhalászatot végeztek; ezt a módszert a 20. század elején, a brit uralkodók betiltották. A gumóból szappant is lehet készíteni.

## Változatai, alakjai
Ennek a növénynek két természetes változata, továbbá több alakjai is van, melyeket azonban csak a virágok színe különböztet meg:
- Cyclamen persicum var. persicum (a télen és tavasszal virágzó, elterjedésének minden területén)
- Cyclamen persicum var. persicum f. persicum (a fehértől a világos rózsaszínig)
- Cyclamen persicum var. persicum f. albidum (tiszta fehér)
- Cyclamen persicum var. persicum f. roseum (rózsás-rózsaszín)
- Cyclamen persicum var. persicum f. puniceum (Gleason) Grey-Wilson (a vöröstől a kárminvörösig)
- Cyclamen persicum var. autumnale (az ősszel virágzó)

## Termesztett növények
Az alábbiak a főbb északon termesztett szobaciklámenek:
| - 'Concerto Apollo' - 'Halios Bright Fuchsia' - 'Halios Violet' - 'Halios White' - 'Laser Rose' | - 'Laser Salmon with Eye' - 'Laser Scarlet' - 'Laser White' - 'Miracle Deep Rose' - 'Miracle White' | - 'Sierra Fuchsia' - 'Sierra Light Purple' - 'Sierra Pink with Eye' - 'Sierra Scarlet' - 'Sierra White with Eye' |

## Képek

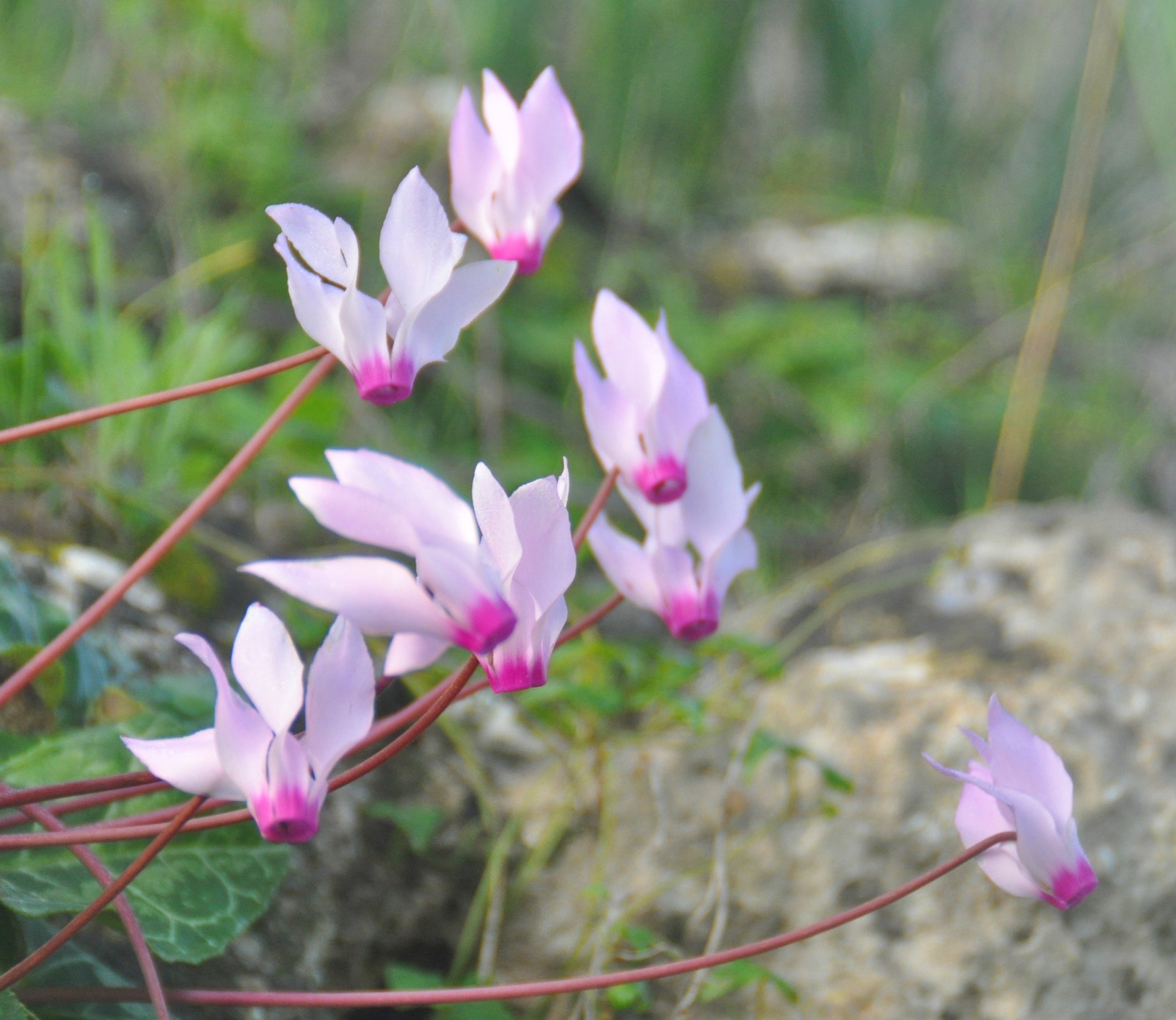
A természetes
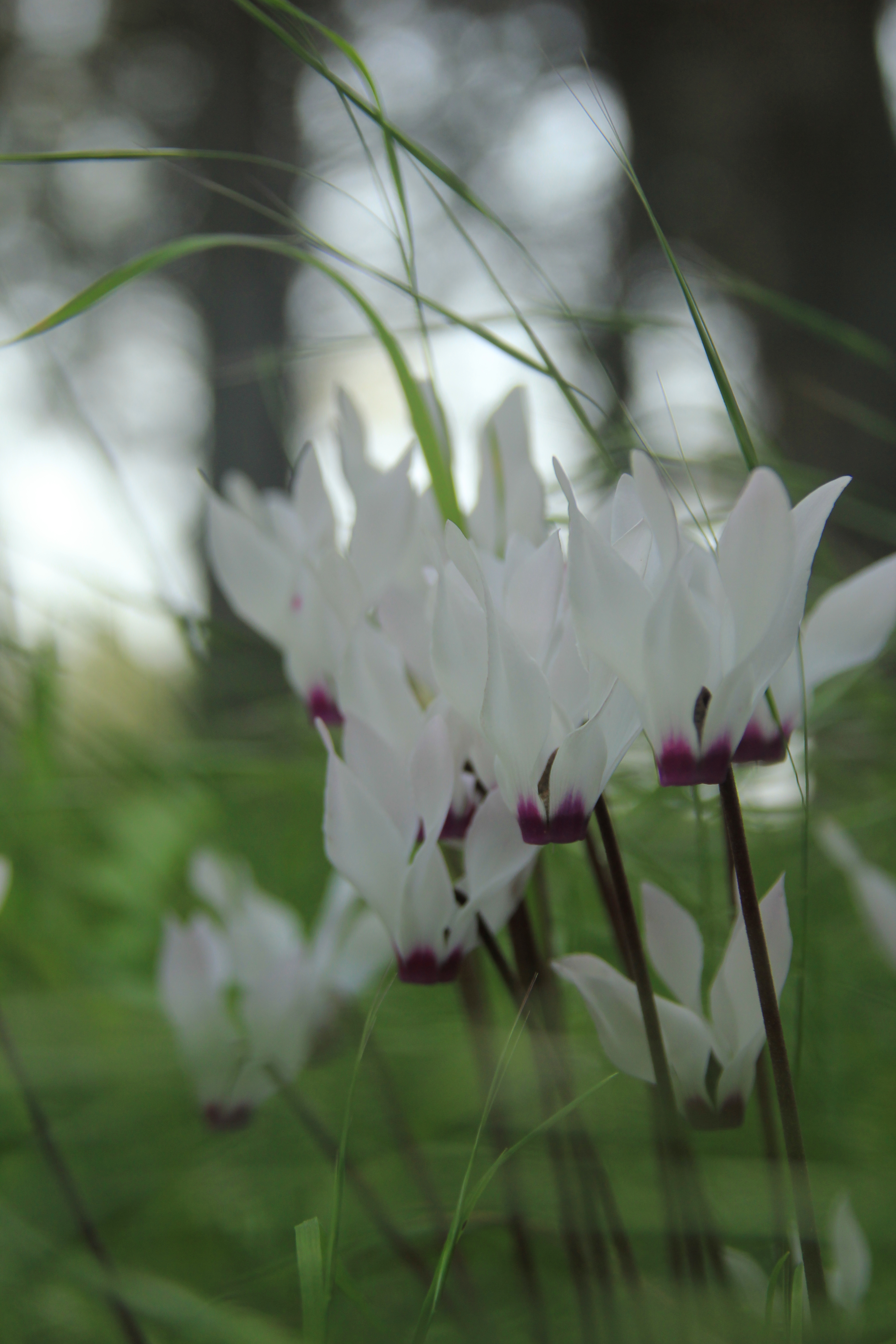
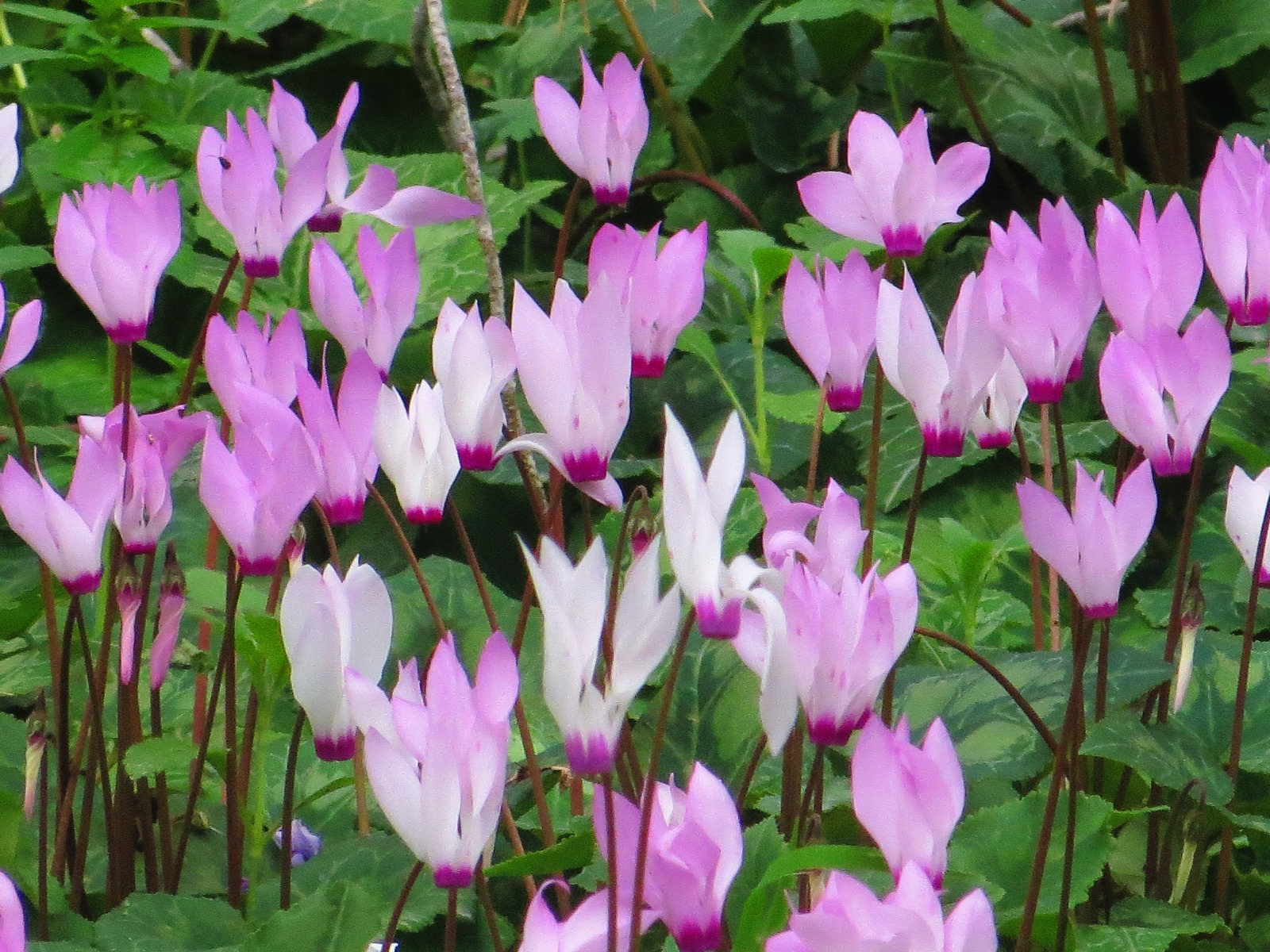
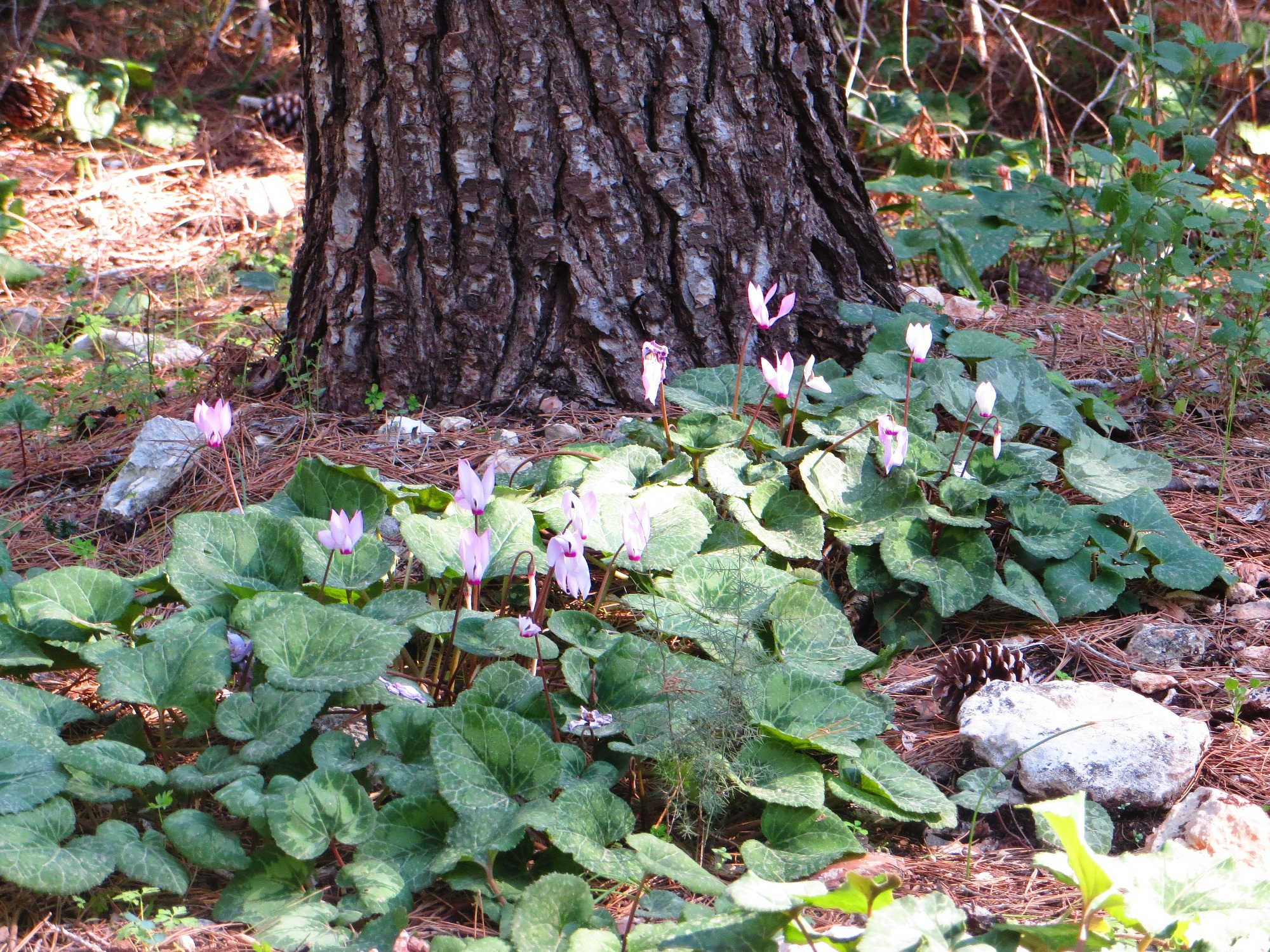
változatok
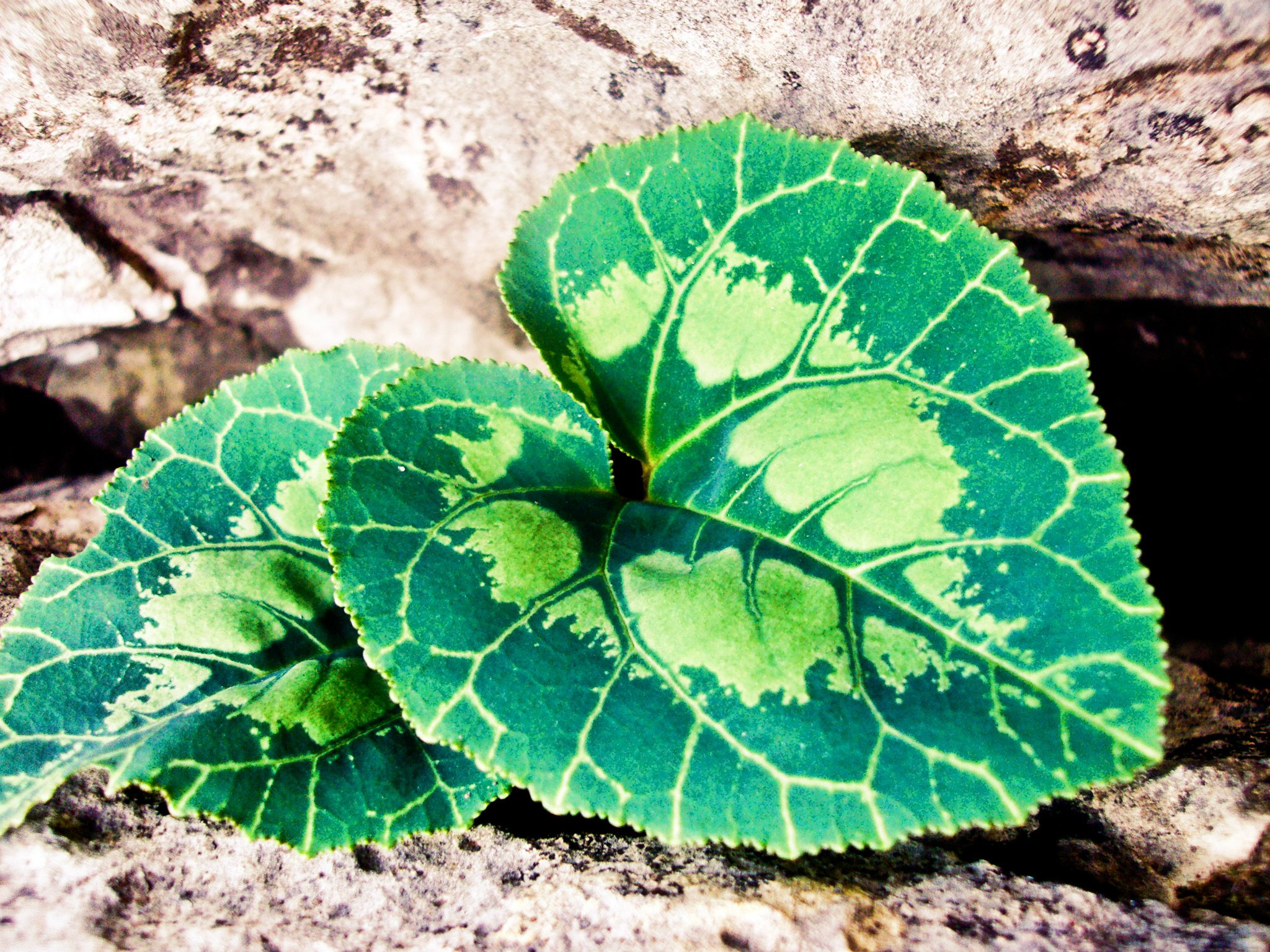
A levelei
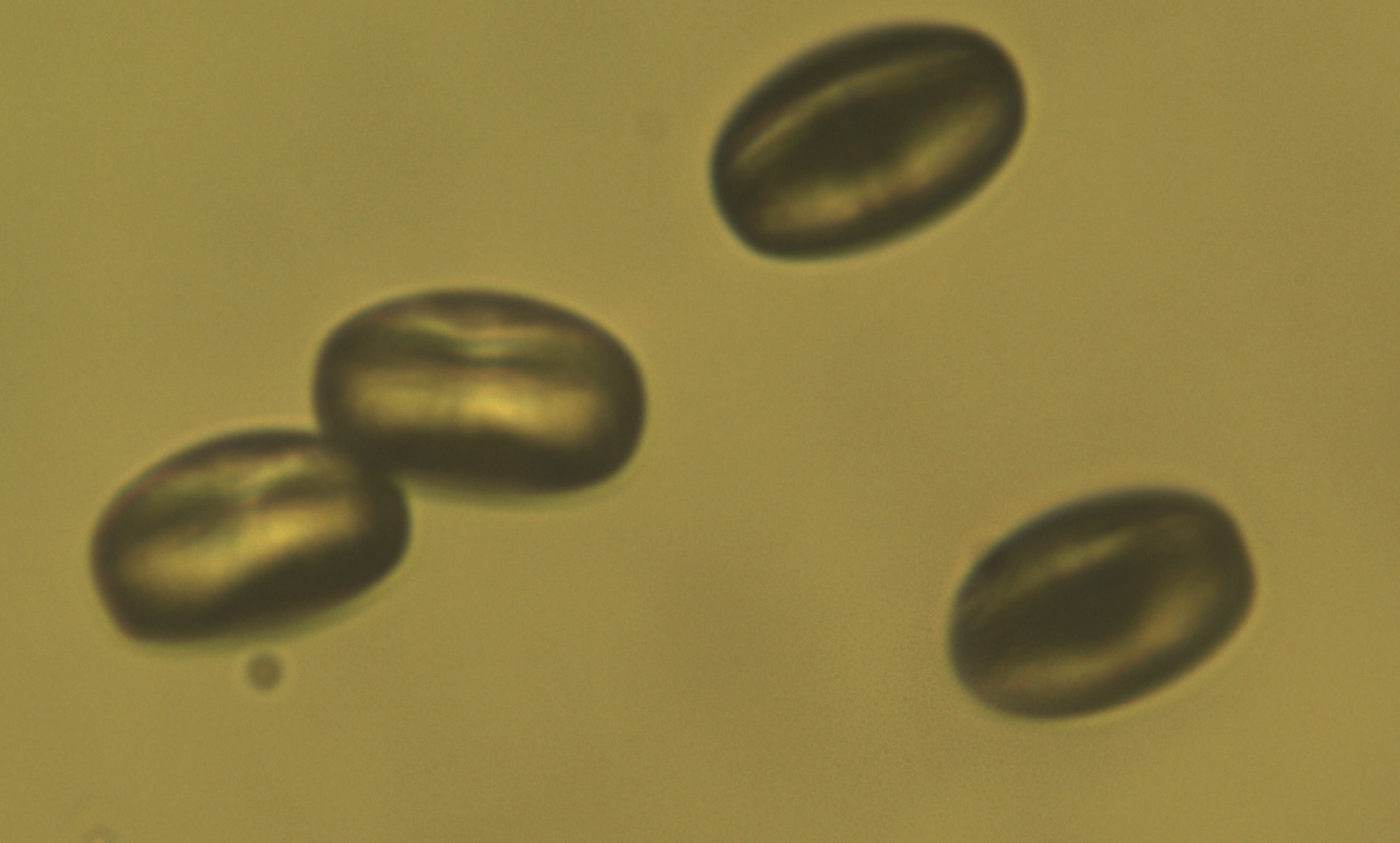
Virágpora
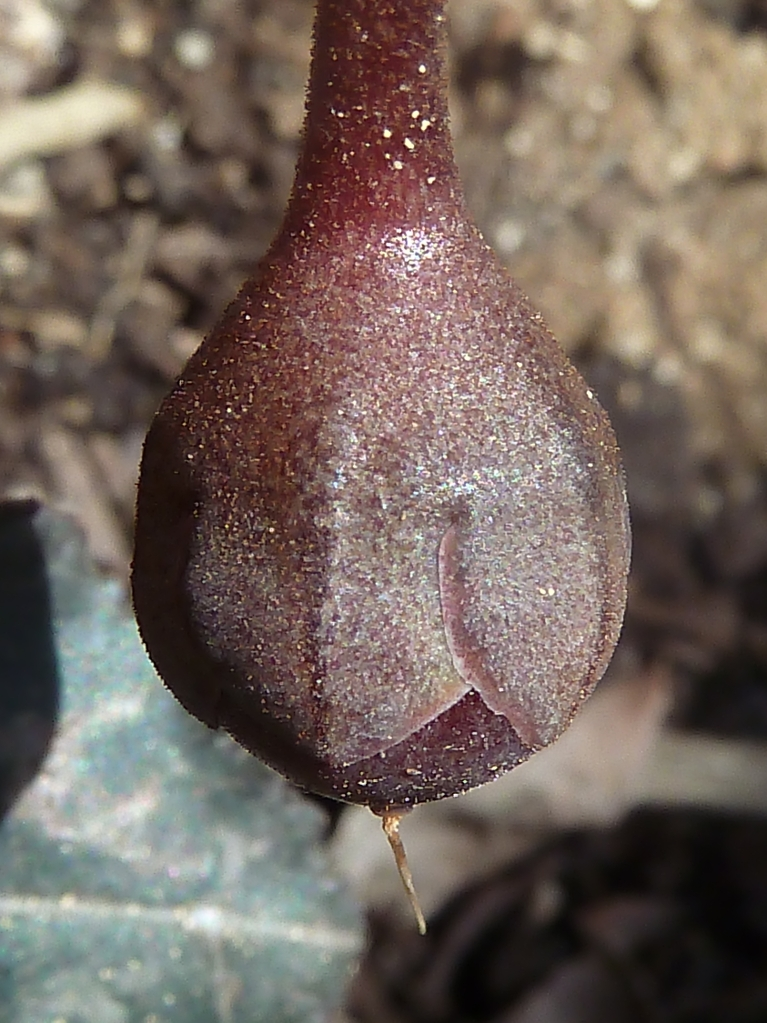
Termése
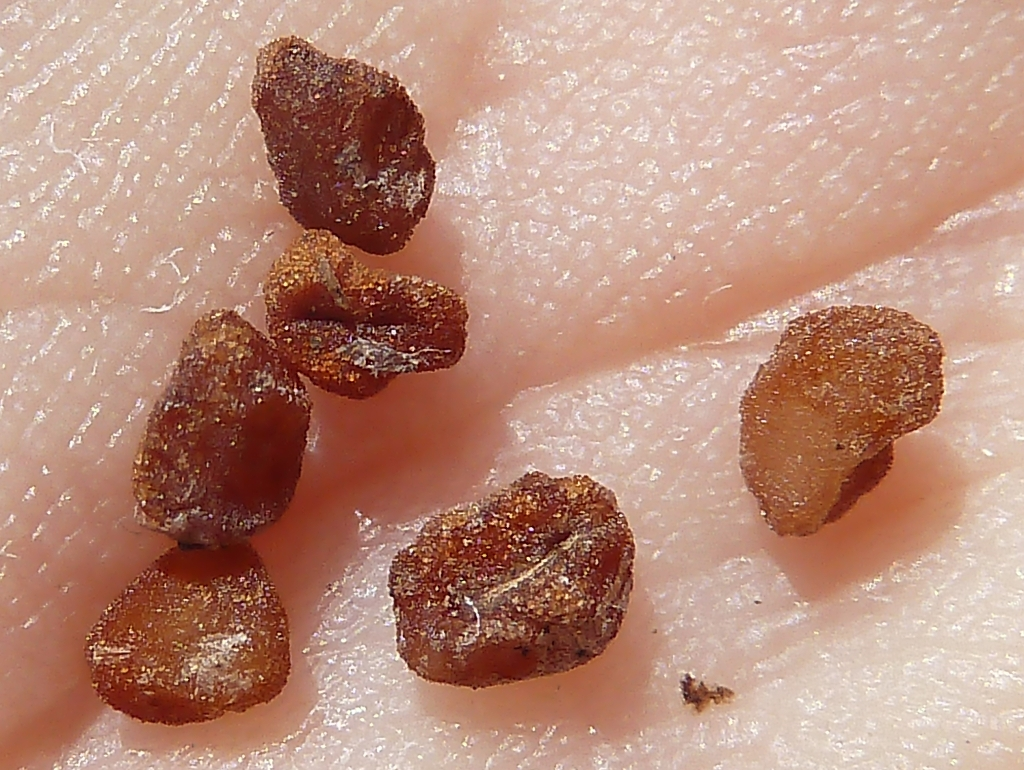
és magvai
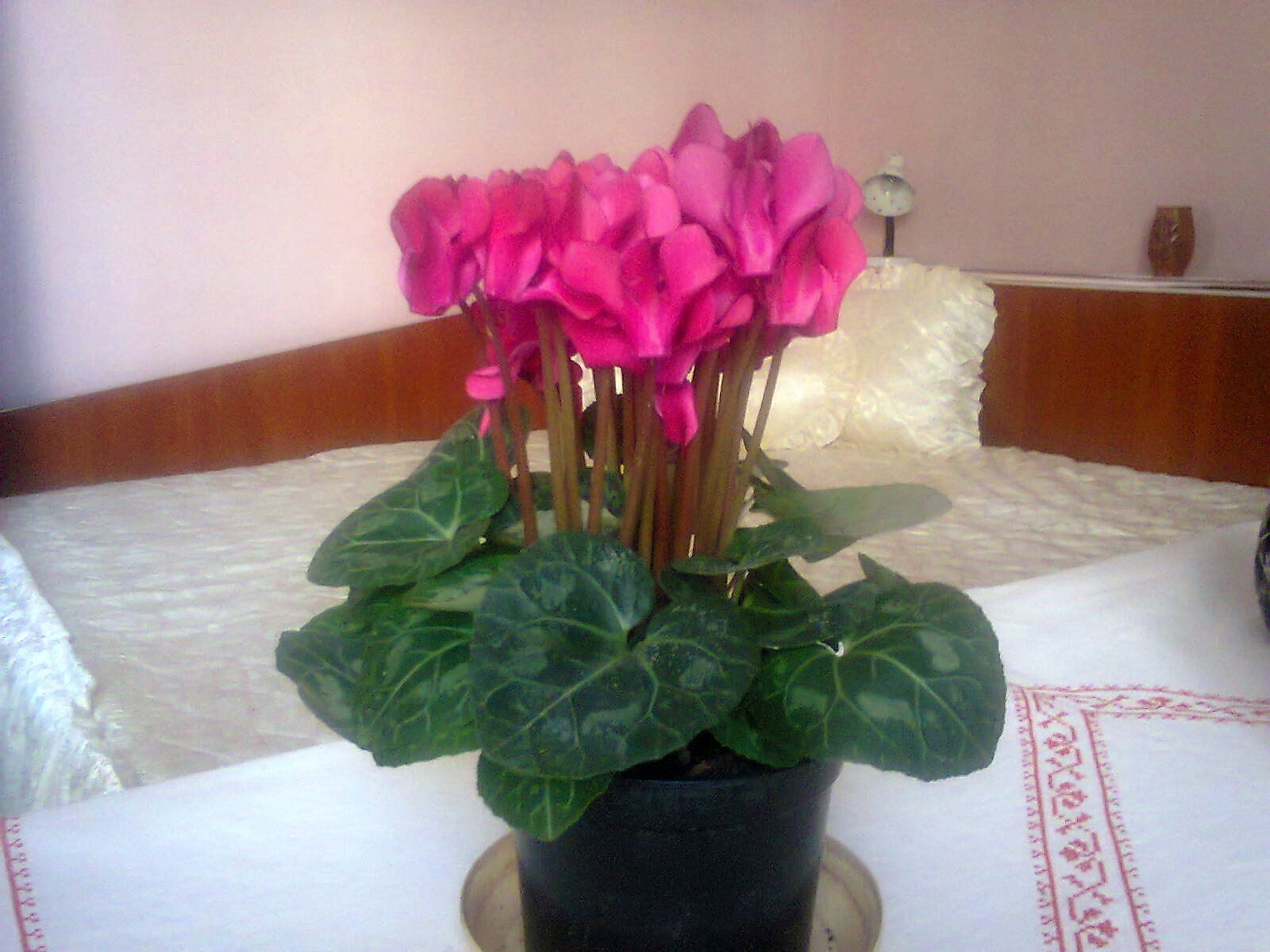
Termesztett
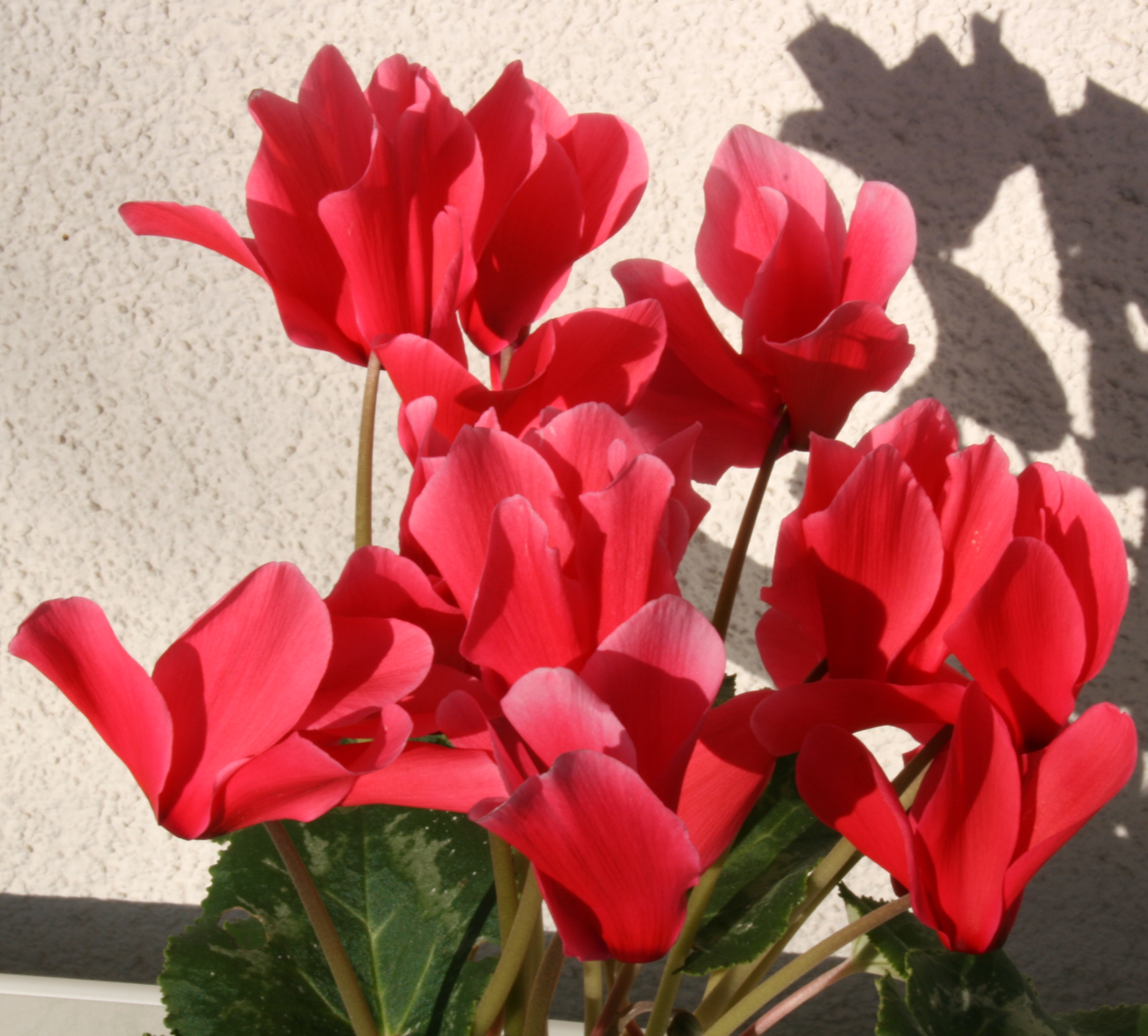
változatok
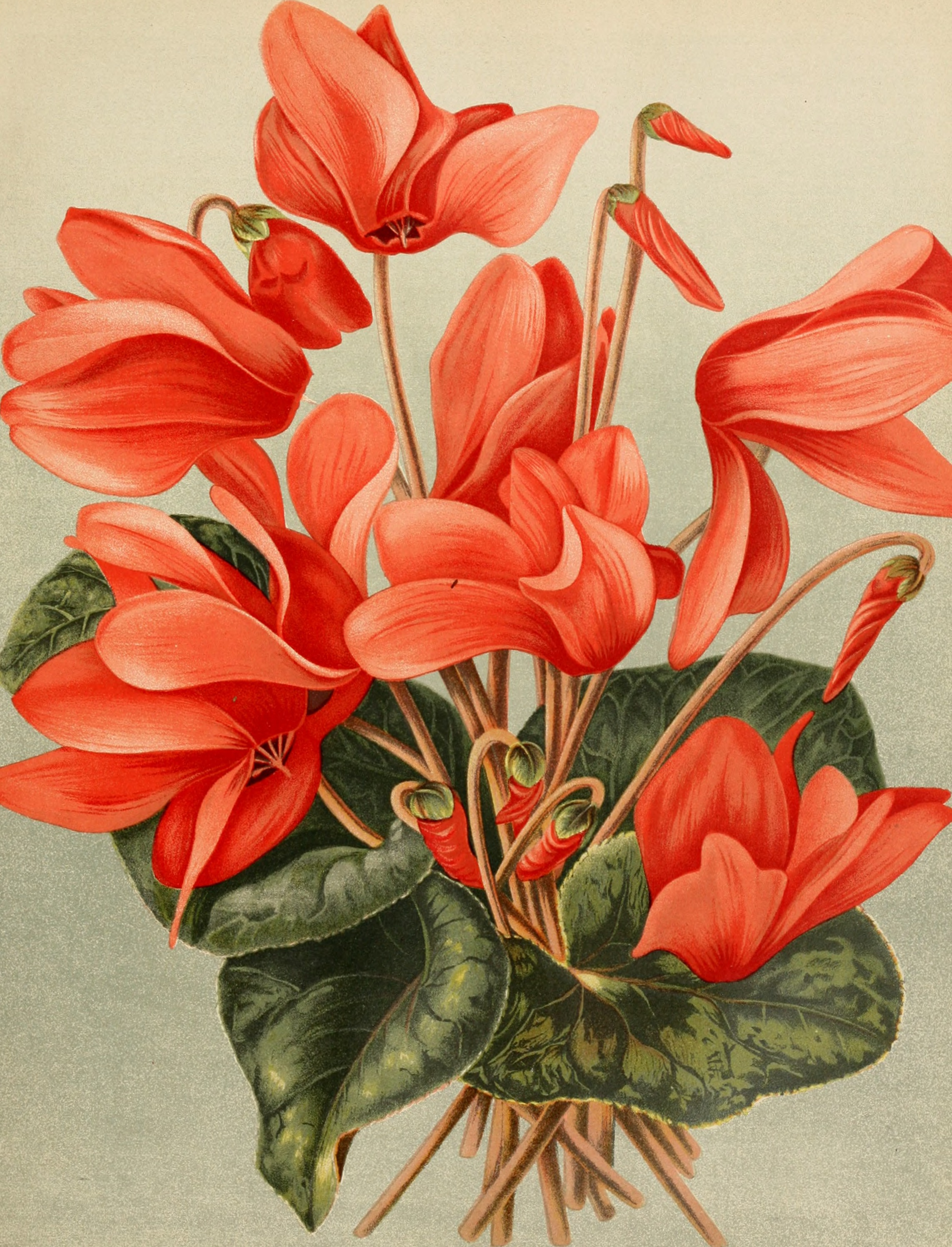
Rajz a növényről

### Fordítás
- Ez a szócikk részben vagy egészben  a   Cyclamen persicum című angol Wikipédia-szócikk ezen változatának fordításán alapul.  Az eredeti cikk szerkesztőit annak laptörténete sorolja fel. Ez a jelzés csupán a megfogalmazás eredetét és a szerzői jogokat jelzi, nem szolgál a cikkben szereplő információk forrásmegjelöléseként.